# Uốn sáp tạo hình
Trong tâm thần học, uốn sáp tạo hình (tiếng Anh: waxy flexibility) là một triệu chứng của rối loạn tâm thần vận động, thuộc vào nhóm triệu chứng của căng trương lực. Uốn sáp tạo hình là tình trạng mà bệnh nhân giảm phản ứng với các kích thích và có xu hướng giữ nguyên tư thế bất động. Khi thay đổi tư thế bệnh nhân sẽ gặp một chút "kháng cự" và sau khi thay đổi tư thế mới thì bệnh nhân lại tiếp tục duy trì tư thế mới đó. Uốn sáp tạo hình hiếm khi xảy ra trong trường hợp mê sảng. Triệu chứng uốn sáp tạo hình đi kèm với ít nhất 2 triệu chứng căng trương lực khác như sững sờ hoặc phủ định là đủ để đảm bảo chẩn đoán căng trương lực.

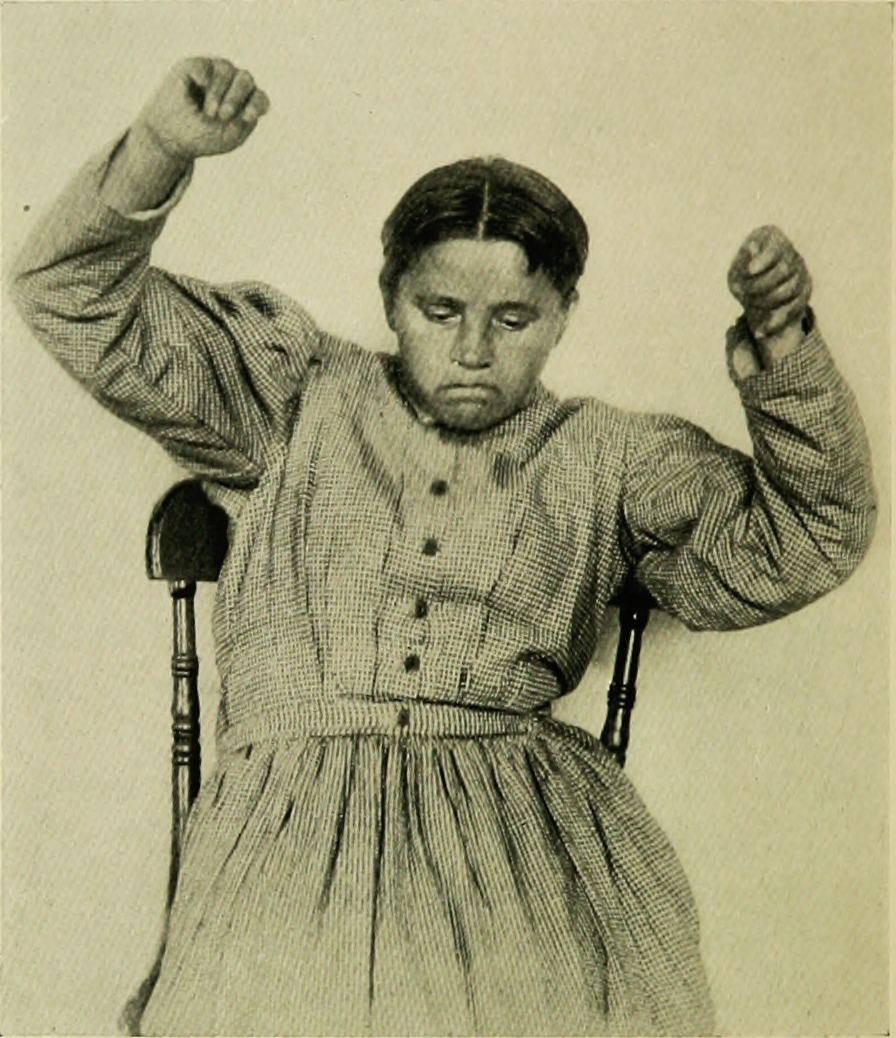
Một bệnh nhân nữ biểu hiện căng trương lực

Nếu ai đó di chuyển cánh tay của một bệnh nhân đang bị uốn sáp tạo hình, bệnh nhân sẽ giữ nguyên cánh tay ở chính vị trí này, nếu di chuyển sang vị trí khác thì bệnh nhân tiếp tục giữ cách tay ở vị trí đó, như thể đang "nặn sáp". Khi di chuyển các chi của bệnh nhân, ta có cảm giác như chúng được làm bằng sáp, cảm giác như đang bẻ cong sáp nến. Mặc dù theo lịch sử, uốn sáp tạo hình liên quan đến bệnh tâm thần phân liệt, nhưng cũng có những rối loạn khác như rối loạn cảm xúc và hành vi, biểu hiện bằng hành vi căng trương lực.
Liệu pháp sốc điện thường được sử dụng để điều trị căng trương lực. Một nghiên cứu đã phát hiện ra rằng những bệnh nhân căng trương lực có triệu chứng uốn sáp tạo hình thì đáp ứng nhanh hơn với liệu pháp sốc điện so với những bệnh nhân có các triệu chứng căng trương lực khác.